# Luisa Maria del Palatinato
Luisa Maria del Palatinato (Luise Marie von der Plafz; Parigi, 23 luglio 1647 – Aquisgrana, 11 marzo 1679) fu una principessa bavarese che sposò il Fürst di Salm-Salm. Una nipote di Sofia di Hannover, lei e la sua famiglia, poiché cattolici, furono esclusi dalla linea di successione al trono britannico.

## Biografia
Era la figlia maggiore del senza terra Edoardo del Palatinato e della moglie francese-italiana, Anna Gonzaga. Fu probabilmente chiamata in onore sia della sorella di sua madre che della sorella di suo padre, rispettivamente Luisa Maria Gonzaga, Regina di Polonia (in tedesco, Louise Marie) e Luisa Maria del Palatinato. Le sue sorelle minori furono Anna Enrichetta, moglie di Enrico Giulio, Principe di Condé e Benedetta Enrichetta, moglie di Giovanni Federico, Duca di Brunswick-Lüneburg. Da parte di suo padre, era cugina di primo grado di Re Giorgio I di Gran Bretagna e della Duchessa d'Orléans.

## Discendenza
Il 20 marzo 1671, sposò Carlo Teodoro, Principe di Salm. un bis-bisnipote di Anna di Lorena. Ebbero quattro figli:
- Luisa (1672–?), suora a Nancy
- Luigi Ottone (1674–1738), principe di Salm

⚭ 1700 principessa Albertina Giovanna di Nassau-Hadamar (1679–1716)
- Luisa Apollonia (1677–1678)
- Eleonora Cristina (1678–1737)

⚭ 1713 Conrard-Albert, 1º duca d'Ursel (1663–1738)

## Ascendenza
|                                |                         |                              | Genitori                        |  |  | Nonni |  |  | Bisnonni                   |  |  | Trisnonni                  |  |
|                                |                         |                              |                                 |  |  |       |  |  | Federico IV del Palatinato |  |  | Ludovico VI del Palatinato |  |
|                                |                         |                              |                                 |  |  |       |  |  | Federico IV del Palatinato |  |  | Ludovico VI del Palatinato |  |
|                                |                         | Elisabetta d'Assia           |                                 |  |  |       |  |  | Federico IV del Palatinato |  |  |                            |  |
| Federico V del Palatinato      |                         |                              |                                 |  |  |       |  |  | Federico IV del Palatinato |  |  |                            |  |
|                                |                         | Luisa Giuliana di Nassau     | Guglielmo I d'Orange            |  |  |       |  |  |                            |  |  |                            |  |
|                                |                         | Luisa Giuliana di Nassau     | Guglielmo I d'Orange            |  |  |       |  |  |                            |  |  |                            |  |
|                                |                         | Luisa Giuliana di Nassau     | Carlotta di Borbone-Montpensier |  |  |       |  |  |                            |  |  |                            |  |
| Edoardo del Palatinato-Simmern |                         | Luisa Giuliana di Nassau     |                                 |  |  |       |  |  |                            |  |  |                            |  |
|                                |                         | Giacomo I d'Inghilterra      | Enrico Stuart, Lord Darnley     |  |  |       |  |  |                            |  |  |                            |  |
|                                |                         | Giacomo I d'Inghilterra      | Enrico Stuart, Lord Darnley     |  |  |       |  |  |                            |  |  |                            |  |
|                                |                         | Giacomo I d'Inghilterra      | Maria Stuart, regina di Scozia  |  |  |       |  |  |                            |  |  |                            |  |
| Elisabetta Stuart              |                         | Giacomo I d'Inghilterra      |                                 |  |  |       |  |  |                            |  |  |                            |  |
|                                |                         | Anna di Danimarca            | Federico II di Danimarca        |  |  |       |  |  |                            |  |  |                            |  |
|                                |                         | Anna di Danimarca            | Federico II di Danimarca        |  |  |       |  |  |                            |  |  |                            |  |
|                                |                         | Anna di Danimarca            | Sofia di Meclemburgo-Güstrow    |  |  |       |  |  |                            |  |  |                            |  |
| Luisa Maria del Palatinato     |                         | Anna di Danimarca            |                                 |  |  |       |  |  |                            |  |  |                            |  |
|                                | Ludovico Gonzaga-Nevers | Federico II di Mantova       |                                 |  |  |       |  |  |                            |  |  |                            |  |
|                                | Ludovico Gonzaga-Nevers | Federico II di Mantova       |                                 |  |  |       |  |  |                            |  |  |                            |  |
|                                | Ludovico Gonzaga-Nevers | Margherita Paleologa         |                                 |  |  |       |  |  |                            |  |  |                            |  |
| Carlo I di Gonzaga-Nevers      | Ludovico Gonzaga-Nevers |                              |                                 |  |  |       |  |  |                            |  |  |                            |  |
|                                |                         | Enrichetta di Nevers         | Francesco I di Nevers           |  |  |       |  |  |                            |  |  |                            |  |
|                                |                         | Enrichetta di Nevers         | Francesco I di Nevers           |  |  |       |  |  |                            |  |  |                            |  |
|                                |                         | Enrichetta di Nevers         | Margherita di Borbone-Vendôme   |  |  |       |  |  |                            |  |  |                            |  |
| Anna Maria di Gonzaga-Nevers   |                         | Enrichetta di Nevers         |                                 |  |  |       |  |  |                            |  |  |                            |  |
|                                |                         | Carlo di Guisa               | Francesco I di Guisa            |  |  |       |  |  |                            |  |  |                            |  |
|                                |                         | Carlo di Guisa               | Francesco I di Guisa            |  |  |       |  |  |                            |  |  |                            |  |
|                                |                         | Carlo di Guisa               | Anna d'Este                     |  |  |       |  |  |                            |  |  |                            |  |
| Caterina di Lorena             |                         | Carlo di Guisa               |                                 |  |  |       |  |  |                            |  |  |                            |  |
|                                |                         | Enrichetta di Savoia-Villars | Onorato II di Savoia            |  |  |       |  |  |                            |  |  |                            |  |
|                                |                         | Enrichetta di Savoia-Villars | Onorato II di Savoia            |  |  |       |  |  |                            |  |  |                            |  |
|                                |                         | Enrichetta di Savoia-Villars | Jeanne de Foix                  |  |  |       |  |  |                            |  |  |                            |  |
|                                |                         | Enrichetta di Savoia-Villars |                                 |  |  |       |  |  |                            |  |  |                            |  |